# Giuseppe Petronio
Giuseppe Petronio (Marano di Napoli, 1º settembre 1909 – Roma, 13 gennaio 2003) è stato un critico letterario e storico della letteratura italiano.
Per Petronio sono stati usati i termini di “storicismo marxista”, “umanesimo laico” (fece parte dell'Associazione per la difesa della scuola laica di Stato”), “socialismo umanitario”, e spregiativamente quelli di “veteromarxismo” e “sociologismo”, ma un fatto è certo: egli seppe raccogliere le istanze di una società che - uscendo dalla paralisi del regime totalitario e dalla guerra - aspirava a modificarsi in senso democratico.
Scrisse di lui Edoardo Sanguineti: "Uno dei rappresentanti più significativi di un'attenzione sociologica, di ispirazione marxista, portata alla letteratura".

## Biografia
Dopo gli studi a Reggio Calabria, Napoli e Roma, fu insegnante d'italiano e latino nei licei per poi prestare servizio all'università romena di Iaşi come lettore d'italiano; in seguito fu appassionato docente di Letteratura italiana alle Università di Cagliari e Trieste, ove diede origine a una illustre “Scuola triestina”.
Fervente antifascista, nel dopoguerra approdò al Marxismo e iniziò a dedicarsi a una intensa attività politico-sindacale con il Partito Socialista Italiano e in seguito con il Partito Comunista. Diresse dal 1967, e per vari decenni, la rivista “Problemi” per l'editore Palumbo. Nel 1984 divenne presidente dell'“Istituto Gramsci” giuliano.

## Opere

### Studi
- Giosuè Carducci, D'Anna, Messina, 1930
- Il Decameron: saggio critico, Laterza, Bari, 1935
- Francesco De Sanctis 1817-1883, Paravia, Torino, 1939
- Formazione e storia della lirica manzoniana, Sansoni, Firenze, 1947
- Pirandello novelliere e la crisi del Realismo, Lucentia, Lucca, 1950
- Bonifacio VIII, Lucentia, Lucca, 1950
- Antologia Della Narrativa Romena, Guanda, Modena, 1956
- Parini e l'illuminismo lombardo, Feltrinelli, Milano, 1961
- Dall'illuminismo al verismo: saggi e proposte, Manfredi, Palermo, 1962
- Antologia della critica letteraria, 3 volumi (La Civiltà comunale, Dal Rinascimento all'Illuminismo, Dal Neoclassicismo al Decadentismo), Laterza, Bari, 1967
- Dizionario Enciclopedico Della Letteratura Italiana, 6 volumi, Laterza, Bari, 1970
- Invito alla storia letteraria, collana "Scuola in crisi", Guida Editori, Napoli, 1970
- Il romanticismo, Palumbo, Palermo, 1973
- Letteratura di massa e di letteratura di consumo: guida storico e critica, Laterza, Bari, 1979
- L'attività letteraria in Italia, Palumbo, Palermo, 1964, ampliata e aggiornata nel 1970 e nel 1979
- Il punto su: il romanzo poliziesco, Laterza, Bari, 1985
- Il sesso ossessivo: psicanalisi e critica letteraria, pref. di C. Bordoni, Zolfanelli, Chieti, 1992, ISBN 8874974035
- Il racconto del Novecento letterario in Italia (1890-1940), Laterza, 1993, ISBN 8842042862
- La letteratura italiana raccontata da Giuseppe Petronio, 5 voll., Mondadori, 1995
- Il piacere di leggere (La letteratura italiana in 101 libri), Mondadori, Coll. "Oscar saggi", 1997, ISBN 8804427000
- Sulle tracce del giallo, Gamberetti, Roma, 2000, ISBN 8879900285
- Baracche del Rione americano, Unicopli, Milano, 2001, ISBN 8840007156

### Curatele
- Giovanni Boccaccio, Il Decameron, Torino, Giulio Einaudi editore, 1949; Nuova edizione riveduta e aggiornata, 1966.

(Nota sulle fonti bibliografiche)